# Kaap Bon
Kaap Bon (Arabisch: الرأس الطيب; Frans: Cap Bon) is een landtong van Tunesië, ten oosten van de Golf van Tunis en uitstekende in de Straat van Sicilië in de Middellandse Zee. Het is het deel van Tunesië dat het dichtst bij Pantelleria, en daarmee bij Europa, ligt. Het schiereiland is zeer rijk aan gevarieerde vegetatie, waaronder bossen, boomgaarden en wijngaarden. Op Kaap Bon heerst dan ook een maritiem klimaat.
In de vijfde eeuw en tijdens de Tweede Wereldoorlog vonden hier zeeslagen plaats.